# Xã McKendree, Quận Vermilion, Illinois
Xã McKendree (tiếng Anh: McKendree Township) là một xã thuộc quận Vermilion, tiểu bang Illinois, Hoa Kỳ. Năm 2010, dân số của xã này là 807 người.